# FC 아크자이크
FC 아크자이크(카자흐어: Футбол Клубы Ақжайық)는 오랄을 연고로 하는 카자흐스탄의 축구 클럽이다. 현재는 카자흐스탄 프리미어리그에 참가하고 있다.

## 성적
- 카자흐스탄 퍼스트디비전 1회 우승 (2015)

## 선수 명단

### 역대
- 알렉산드르 로바노프(2007)